# Valse élégiaque
Valse élégiaque is een compositie van Johan Halvorsen. Althans delen van de partituur werden aangetroffen in de nalatenschap van de componist. Of de componist het werk ooit voltooid en/of uitgevoerd heeft is  onbekend. De componist had echter ruim de tijd om te componeren; hij verbleef in de zomer van 1915 in het hoge noorden van Noorwegen en gaf concerten in bijvoorbeeld Hammerfest en Narvik. Van die concerten is nooit een programma gevonden, dus wellicht dat het stuk daar is gespeeld of achtergebleven.